# George Volkoff
Pour les articles homonymes, voir Volkoff.
George Michael Volkoff, docteur ès Sciences, membre de la Société royale du Canada, (23 février 1914 – 24 avril 2000) est un physicien et universitaire canadien qui, avec Robert Oppenheimer, a prédit l'existence des étoiles à neutrons avant qu'elles ne soient observées.